# فاديم جوك
فاديم زهوك (بالروسية: Вадим Дмитриевич Жук)‏ ، من مواليد 20 مايو 1952 ، حكم كرة قدم بيلاروسي دولي سابق.
و قد حكم في كأس الأمم الأوروبية لكرة القدم 1996.

## روابط خارجية
- فاديم جوك على موقع Soccerway.com (الإنجليزية)